# La Légende de la pierre de Guelel
Pour plus de détails, voir Fiche technique et Distribution.
La Légende de la pierre de Guelel (劇場版NARUTO - 大激突！幻の地底遺跡だってばよ, Gekijyōban Naruto Daigekitotsu! Maboroshi no Chiteiiseki Dattebayo!) est un film d'animation, adapté de l'anime Naruto de Masashi Kishimoto, réalisé par Hirotsugu Kawasaki, sorti le 6 août 2005.
Les droits de distribution du film en français ont été acquis par Kana Video, le film a été projeté en Belgique au Festival Anima 2009, et diffusé sur Game One le 3 mai 2009.
Chronologiquement, cet OAV se place après l'épisode 160 La Bataille du temple d'Okay.

## Synopsis
Naruto, Sakura et Shikamaru sont chargés de rendre un furet perdu à un village.
Mais alors qu'ils accomplissent leur mission, ils sont attaqués par un groupe mené par un mystérieux chevalier, Temujin. Ce dernier défie Naruto.
Les trois ninjas sont alors séparés.
Pendant que Sakura part à la recherche de Naruto, Shikamaru, se retrouvant seul, voit une forteresse géante apparaître devant lui. Il décide d'infiltrer la forteresse, et est alors témoin d'une vision effrayante : des enfants enfermés dans des blocs, utilisés pour transmettre leur énergie à la forteresse. Pendant ce temps, Naruto et Temujin sont tous deux retrouvés et soignés par Kaïko, le chef d'une caravane. Après s'être remis de ses blessures, Temujin retourne à la forteresse, accompagné de Naruto qu'il veut présenter à son maître Haido. Ce dernier parle de son projet au jeune ninja : bâtir Utopia, un monde sans guerre. Mais Naruto ignore qu'en réalité, Haido est l'assassin des parents de Temujin et que son projet n'est qu'une couverture pour atteindre son véritable objectif : récupérer les pierres de Guélel pour détruire le monde. Alors que Naruto et Temujin se rendent sur un bateau abandonné, Kankurô et Gaara font leur apparition et le premier informe Naruto que la forteresse a attaqué Suna et blessé des ninjas. Gaara élimine une des disciples d'Haido, tandis que les deux autres parviennent à s'enfuir.
Temujin se fait ensuite volontairement kidnapper afin d'avoir davantage plus d'informations sur les pierres de Guélel et oblige Kaïko à lui dévoiler l'endroit où se trouve le gisement de ces pierres. Pendant que Sakura et Shikamaru affrontent les deux dernières disciples d'Haido, Naruto part rejoindre les deux hommes, suivi par le maître de la forteresse. Ce dernier révèle sa véritable nature, dévoilant également être le meurtrier des parents de Temujin et après avoir retrouvé les pierres de Guélel, se transforme en monstre et rejette Temujin. Naruto décide de l'affronter et après un dur combat, parvient à le vaincre avec un «Orbe tourbillonnant de Guélel» avec l'aide de Temujin.
Temujin décide, en compagnie de ses amis, de partir en voyage afin de bâtir un véritable monde sans guerre, adoptant également le furet.

## Fiche technique
- Titre original : 劇場版NARUTO - 大激突！幻の地底遺跡だってばよ
- Titre français : La Légende de la pierre de Guelel
- Titre anglais : Naruto the Movie: Legend of the Stone of Gelel
- Réalisation : Hirotsugu Kawasaki
- Scénario : Hirotsugu Kawasaki - Yuka Miyata, adapté du manga Naruto de Masashi Kishimoto
- Distribution : Tōhō
- Animation : Tatsuya Tomaru - Tetsuya Nishio
- Musique : Masashi Project - Toshio Masuda
- Société de production : Aniplex - Bandai Co., Ltd. - Dentsu Inc. - Shueisha - Studio Pierrot - Tōhō - TV Tokyo
- Pays d'origine :  Japon
- Langue : japonais
- Format : Couleurs - 35 mm - Son stéréo
- Genre : action - fantastique - comédie
- Durée : 96 minutes
- Dates de sortie : 
  - Japon : 6 août 2005
  - Belgique : 22 février 2009 (Festival Anima)[1]
  - France : 3 mai 2009 (Game One)

## Distribution (voix)
- Junko Takeuchi (VF : Carole Baillien) : Naruto Uzumaki
- Chie Nakamura (VF : Maia Baran) : Sakura Haruno
- Gamon Kai (VF : Yvan Reekmans) : Temujin
- Akio Nojima (VF : Jean-Daniel Nicodème) : Haido
- Showtaro Morikubo (VF : Jean-Pierre Denuit) : Shikamaru Nara
- Akira Ishida (VF : Tony Beck) : Gaara
- Yasuyuki Kase (VF : Thierry Janssen) : Kankuro
- Nachi Nozawa (VF : Emmanuel Lienart) : Kahiko
- Sachiko Kojima : Kamira
- Tomoka Kurokawa : Emina
- Urara Takano : Fugai
- Houko Kuwashima : Ranke

## Musique
Une compilation des musiques du film composées par Toshio Masuda est sortie au Japon le 24 août 2005 :

## DVD
La Légende de la pierre de Guelel est sorti en DVD le 26 avril 2006 au Japon, et en France le 17 juin 2009 chez Kana Home Video.